# Annavirág
Az Annavirág női név az Anna és a Virág nevek összevonásából alakult ki.

## Rokon nevek
Anda, Anélia, Anéta, Anett, Anetta, Ania, Anica, Anika, Anikó, Anilla, Anina, Anita, Anka, Anabel, Anabella, Anna, Annabell, Annabella, Annakata, Annaliza, Annamari, Annamária, Annamíra, Annarita, Annavera, Anni, Hanna, Hanka, Kisanna, Kisó, Nanett, Nanetta, Netta, Netti, Nina, Ninell, Ninetta, Ninon, Panka, Panna, Panni, Virág

## Gyakorisága
Az újszülötteknek az 1990-es években nem lehetett anyakönyvezni. A 2000-es és a 2010-es években sem szerepelt a 100 leggyakrabban adott női név között.
A teljes népességre vonatkozóan az Annavirág sem a 2000-es, sem a 2010-es években nem szerepelt a 100 leggyakrabban viselt női név között.